# Z-30
La Z-30, o Tercer Cinturón de Zaragoza, o en su tramo sur, este y suroeste Ronda de la Hispanidad, es una de las rondas de circunvalación de la ciudad de Zaragoza. Fue concebida en los años 60 para evitar que el tráfico entrase en el casco urbano, y finalmente se concluyó en 2008.

## Tramos antiguos
Son viales completamente urbanos, se disponen en el norte y el suroeste de la ciudad.
Norte: Avenida Expo 2008 - Avenida de ranillas - Avenida de Pablo Ruiz Picasso - Avenida de Salvador Allende - Avenida del Alcalde Caballero 4,5 km
Suroeste: Vía de la Hispanidad - Avenida de Navarra 4,5 km

## Tramo 2003
Un nuevo tramo, construido en torno al año 2002. Consta de 10 kilómetros y rodea el casco urbano por el sur y el este, enlazando los dos tramos anteriormente citados. Esta vía, a pesar de tener un carácter prominentemente periurbano, tiene la velocidad limitada a 50 km / hora debido a que atraviesa zonas de alto valor ecológico, a que en varios puntos discurre muy cerca de inmuebles residenciales y a que así se concibió con el fin de poder reducir gastos en su construcción y minimizar la contaminación.
Esta infraestructura fue recibida como agua de mayo por los zaragozanos, ya que descongestionó en buena mediada el tráfico del casco urbano. No obstante, no estuvo exenta de polémica, ya que se abrió una brecha en los pinares de Venecia (principal pulmón verde de la ciudad), en varios lugares la infraestructura se aproximó demasiado a las viviendas (caso de la c/ Biarritz) y se lesionó gravemente el acueducto del Canal Imperial de Aragón en el Barranco de la Muerte, construido a finales del siglo XVIII, y el consistorio corrió con los gastos de expropiación de los terrenos, algo inédito en una vía concebida como estatal.
En la actualidad, el efecto de descongestión en el caso urbano se ha disipado, debido en parte al efecto rebote, al incremento de vehículos y población, y a la instalación de 5 radares fijos que controlan la velocidad en esta vía.

## Tramo 2008

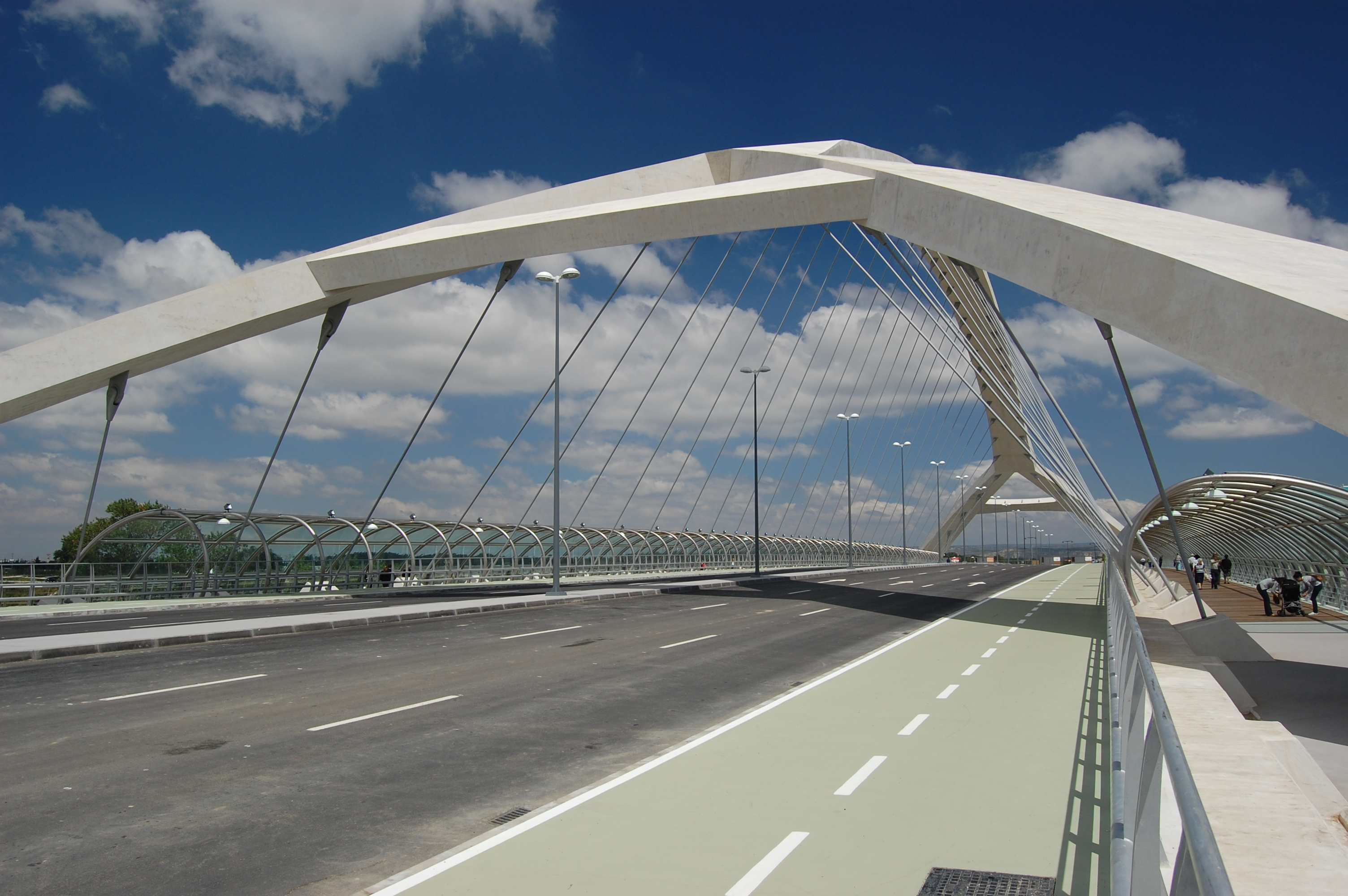
Puente del Tercer Milenio sobre el río Ebro

Y finalmente el último tramo que se construyó, consiste en una sección de 3,5 kilómetros llamada la Ronda del Rabal, que a pesar de hallarse ya construida, no se abrió al tráfico hasta la finalización de la Exposición Internacional del Agua celebrada en Zaragoza. Este tramo envuelve casi por completo el recinto Expo 2008 y conecta la zona noroeste de Zaragoza con la nueva estación intermodal y la zona oeste de la ciudad. La principal infraestructura de la Ronda del Rabal es el puente del Tercer Milenio, un gran puente de tipo arco-atirantado con un vano de 216 metros de luz que salva el río Ebro. Es similar al puente de la Barqueta de Sevilla, sólo que a una escala mayor. De hecho, ambos puentes comparten ingeniero: Juan José Arenas de Pablo.